# 恩里克·桑切斯·德莱昂
恩里克·桑切斯·德莱昂·佩雷斯（西班牙語：Enrique Sánchez de León Pérez，1934年6月9日—2025年4月5日），西班牙政治人物，巴达霍斯出身。1977—79年间任西班牙卫生与社会保障大臣。

## 生平
1934年生于巴达霍斯省，毕业于马德里大学法学专业。1960年，通过国家公务员考试进入劳动部工作。1976年2月至8月，任劳动部社会保障医疗救助管理总局局长。1976年7月至1977年4月，任内政部国内政策总局局长。1977年7月，任	
阿道弗·苏亚雷斯内阁的卫生与社会保障大臣。1977年至1978年，担任中右翼政党“埃斯特雷马杜拉地区行动”领导人。1977年至1982年，担任巴达霍斯选区的西班牙众议院议员。2025年4月5日逝世，终年90岁。

## 荣誉
- 大十字级卡洛斯三世勋章（1979年）[6]